# كبار رجال الشرطة (فلم 2010)
كبار رجال الشرطة (بالإنجليزية: Cop Out) هو فيلم أمريكي أصدر في عام 2010 من إخراج كيفين سميث وكتب بواسطة الأخوان مارك كولين وروب كولين، والفيلم من بطولة بروس ويليس وتريسي مورجان. الحبكة الأساسية في الفيلم تدور حول شريكين من شرطة نيويورك وهما شريكان منذ زمن طويل (بروس ويليس وتريسي مورجان) يسعيان لاستعادة ورقة بيسبول نادرة وباهظة الثمن، في السعي لذلك وجدوا أنفسهم ضد شخص عديم الرحمة ومهووس بالآثار التذكارية وقاس وشقي. وهذا أول فيلم أخرجه كيفين سميث ولم يكن هو الكاتب له في نفس الوقت.

## قصة الفيلم
جيمي مونرو وبول هودجز، محققان مخضرمان في شرطة نيويورك، يُوقفان عن العمل ريثما يُجريان تحقيقًا في سلوكهما بعد فشلهما في إيقاف عملية سطو على متجر هواتف محمولة، وتورطهما في تبادل إطلاق نار متهور، وفشلهما في القبض على المشتبه به.
تتزوج ابنة جيمي، آفا، في حفل زفاف بقيمة 50 ألف دولار، مما يُسبب له التوتر، بينما يشتبه بول في أن زوجته، ديبي، على علاقة غرامية مع جارهما. يرفض جيمي السماح لزوج أم آفا المتغطرس، روي، بدفع تكاليف الزفاف، فيبيع أغلى ما يملك، وهي بطاقة بيسبول فريدة من نوعها تعود لعام 1952. يسرق ديف، المجرم البغيض المحترف، متجر الرهونات، فيأخذ البطاقة. يُلقي جيمي وبول القبض على ديف خلال عملية السطو التالية، لكنه باع البطاقة بالفعل إلى بوه بوي، تاجر مخدرات مهووس بتذكارات البيسبول النادرة.
جيمي وبول عقدا صفقة مع بوه بوي، حيث اتفقا على استعادة سيارة مسروقة نيابة عن التاجر. لقد علموا بموقع السيارة من خلال شاب جانح يدعى تومي. عند استعادة السيارة، طاردهم فجأة أعضاء عصابة بوه بوي، وكان أحدهم شقيقه، خوان دياز. لقد نجوا بأعجوبة عندما تحطمت سيارة العصابة في مقبرة، مما أسفر عن مقتل خوان. في صندوق السيارة، اكتشفوا امرأة تدعى غابرييلا، وهي عشيقة منافس بوه بوي الرئيسي. قتلت عصابة بوه بوي المنافسة وقيدتها كهدية لرئيسهم. اكتشف جيمي وبول في النهاية لقطات كاميرا خفية تُظهر ما يبدو أنه زوجة بول، ديبي مع رجل آخر. اختبأ جيمي في فندق، وتم القبض عليه من قبل زملائه المحققين باري وشريكه، هانساكر، الذين يعتقدون أن بول متورط في جريمة.  بسبب إهمال بول، هربت غابرييلا لحماية بول، فقد أصبحت مغرمة به، لكن أُلقي القبض عليها وأُحضرت إلى بوه بوي، الذي أراد استعادة ذاكرة الفلاش.
أخرج جيمي ديف بكفالة لسرقة البطاقة، لكن أثناء اقتحامه مخبأ بوه بوي، سقط ديف عن طريق الخطأ وارتطم رأسه، مما جعله في غيبوبة، مع أنه كان يُفترض أنه ميت. اقتحم جيمي مخبأ بوه بوي أثناء حضورهما جنازة خوان، ليُحاصر من قِبل العصابة عند عودتهم مبكرًا. علم بول أن ديبي خدعته مع ابن عمها المثلي بتزوير علاقة غرامية بعد العثور على كاميرته. وضع بول خطة لإبعاد رجال العصابات المحيطين بالمخبأ، وتمكن من إقناع بوه بوي بإرسال بعضهم إلى جسر بولاسكي لاستبدال ذاكرة الفلاش الخاصة به. ومع ذلك، وقع تبادل لإطلاق النار عندما وصل باري وهانساكر في نفس الوقت، حيث أُصيب هانساكر بالرصاص.  بعد قتل معظم أفراد العصابة في تبادل إطلاق نار آخر، وجد جيمي وبول بوه بوي يمسك غابرييلا تحت تهديد السلاح. أطلقا النار عليه وأنقذا غابرييلا، لكن رصاصة بول اخترقت بطاقة جيمي البيسبول في جيب قميص بوه بوي، فأصبحت بلا قيمة. قبلت غابرييلا بول قبل أن تطردها الشرطة. أعجب رئيس القسم بمبادرة الثنائي وساعد عن غير قصد زميلين وقعا في تبادل إطلاق النار، فأعاد جيمي وبول إلى الخدمة الفعلية، ومنحهما ثناءً.
حزن جيمي لتدمير بطاقة جائزته، فسمح لروي على مضض بدفع تكاليف الزفاف. ولحزنه الشديد، أصرت بام على أن يتخلى كل من زوجها وطليقها عن آفا. لم يعلق جيمي على الأمر، لكن بول أجبر روي سراً تحت تهديد السلاح على الجلوس عندما طلب الكاهن التخلي عن آفا، ليحظى جيمي باللحظة الخاصة.

## طاقم التمثيل
- بروس ويليس: في دور المحقق جيمي مونرو
- تريسي مورغان: في دور المحقق باول هودجز
- كيفين بولك: في دور هانساكر
- شون ويليام سكوت: في دور ديف
- جايسون لي: في دور روي
- راشيدا جونز: في دور ديباي هودجيز
- آدم برودي: في دور باري مانغولد
- غويلميرو دياز: في دور الولد بو
- كوري فيرنانديز: جوان دياز
- ميتشيل تراتشتينبيرغ: في دور آفا مونرو
- آنا ديلا: في دور غابرييلا
- جيم نورثون: في دور جورج
- فريد آرميسين: في دور محامي روسي
- سوزي إسمان: في دور لورا
- مارك كونسيولوس: في دور مانويل
- إيرنيست أو دويل: في دور الرجل المقنع #1
- جايس بارتوك: في دور غيدي
- لاريسا دريكونجا: في دور «مدبرة المنزل على مدار الساعة»
- فرانكي سويفت: في دور بام

## الإنتاج
في مارس من عام 2009 أعلن أن كيفين سميث اشترك في إخراج فيلم كوميدي بقالب بوليسي من بطولة ويل سميث وتريسي مورجان -وكان كيفين سميث قد عمل مع هذين الممثلين في مشاريع سابقة- بعنوان زوج من الشرطة السريين ومكتوب بواسطة الأخوان كولين. هذا الفيلم هو الأول الذي يكون من إخراج كيفين سميث ولكنه لم يكتبه. قبل التصوير الفوتوغرافي الرئيسي هناك لجنة أصدرت قرارا أن عنوان الفيلم تغير وأصبح (زوجين من الشرطة) بسبب الخلاف الذي حصل على العنوان الأصلي. بعد رد الفعل السلبي على التغييرات، وارنر برذرز أنكرت القصة وعادت إلى العنوان الأصلي ورغم ذلك نفى كيفين سميث أن يكون الأستوديو هو الذي طلب التعديلات. في ديسمبر من سنة 2009 الأستوديو غير العنوان الأصلي إلى عنوان آخر هو: كبار رجال الشرطة.
في 9 ديسمبر 2009 أعلن كيفين سميث بواسطة موقع تويتر أن الفيلم بالفعل سوف ينطلق بالاسم الجديد. وقرر كيفين سميث أيضا أن فيديو دعاية الفيلم سوف يلحق بكل نسخة من نسخ فيلم شارلوك هولمز عندما ينزل الفيلم إلى السينما في يوم عيد الميلاد. في هذا الوقت أقر كيفين سميث أن الفيلم: «ليس فيلمي الخاص، إنه الفيلم الذي استؤجرت لأكون مخرجا له».
الأستوديو طلب كيفين سميث للوحة قصة الفيلم كاملا، ووافق كيفين، وقد وافق هو وديفيد كلاين (مدير التصوير)، راجع النتائج لشهرين مقدما مع وارنر برذرز. التصوير بدأ في اليوم الثاني من شهر يونيو من العام 2009 في مدينة نيويورك وانتهى في الرابع عشر من أغسطس عام 2009. وأصدر في الثاني من فبراير من عام 2010.
جوهريا، لقد كلف الفيلم من استوديوهات وارنر 37 مليون دولار أمريكي لإنتاجه.

## الاستقبال الحرج
أنتقد الفيلم بواسطة النقاد واستقبل الانتقادات السلبية بشكل كبير، وحكم على هذا الفيلم على أنه أسوأ أعمال كيفين سميث حتى الآن. عرض الفيلم على موقع الطماطم الفاسدة ووصف الفيلم في الموقع بأنه فاسد، وورد في الموقع أن 19% فقط من النقاد القوميين الذين أعطوا نظرة إيجابية على الفيلم، وكان ذلك التقرير مستندا إلى 154 وجهة نظر، وهذا معدل متوسط هو 3.8/10 \>. الإجماع الحرج هو:«فيلم كبار رجال الشرطة هو فيلم نمطي بقالب كوميدي/أكشن والفيلم يعاني من الكمامات الفاسدة ومن الخطوة البطيئة ومن تحرير الكتاب المدرسي». مجمع عروض ميتاكريتيك أعطى الفيلم معدلا 31 من 100 مستندين على 34 وجهة نظر. بعض النقاد أثنوا على فيلم ويل فيرل ومارك والبيرغ (الأشخاص الآخرون) الذي أصدر في نفس السنة، وهو أفضل فيلم بوليسي كوميدي في السنة ضد الانتقاد المحرج لفيلم كبار رجال الشرطة، مع تصريح ريتشارد رويبر: «ملاحظة لكيفين سميث: هذه هي الطريقة لعمل هراء من نوع قالب الشرطة» وقال ستيفين وايتي في تقريره المختلط في صحيفة «سجل الحسابات اللامع»: «أقيم ضد مهزلة الشرطة لهذه السنة – تذكر كبار رجال الشرطة؟ - إنه يبدو بطولي جدا».

## خلاف
مصدر بالقرب من المشروع قدم بلاغا أن هناك صراعا كبيرا بين كيفين سميث وبروس ويسيل على المجموعة، «سميث يدخن بشكل أكبر من المعتاد» ذلك ما قاله مندوب المواهب الخاص بكيفين سميث. «لقد جلس خلف شاشته. لم يتفاعل مع الممثلين. شعر الممثلون أنهم وحدهم». ادعى كيفين سميث: «تعاملت مع كل ممثل أراد أن يكون معاملا في المجموعة» وأشار إلى كمية المشاريع التي أتمها بينما كان يعمل على كبار رجال الشرطة لمواجهة الإدعاءات. لقد كان غير منتجا بسبب الماريجيوانا.
استجابة للهزيمة التي تلقاها فيلم كبار رجال الشرطة في 2010 انتقد كيفين سميث مجتمع نقاد الأفلام على حسابه الخاص في تويتر قائلا: «كتابة عروض سيئة عن فيلم كبار رجال الشرطة هو تصرف مماثل لتصرف إرهاب ولد صغير. وكل ما عملتموه هو الاستهزاء على شيء لم يؤد إلى أذاكم وأراد فقط أن يعطي بعض القطط بعض الابتسامات». وأشار أيضا - على تويتر – أنه يمكن أن يوفر للنقاد - ليحسن عروض أفلامه - خدمة تعطى نموذجيا بشكل مجاني فعلت في وقت لاحق استجابة قوية من قبل بعض النقاد معتبرين موقفه بأنه غشاش ومراوغ.